# Марини, Филипп
Филипп Марини (фр. Philippe Marini) — французский политик, бывший сенатор от департамента Уаза, мэр города Компьень.

## Биография
Корсиканец по происхождению, Филипп Марини родился 28 января 1950 г. в Париже. Окончил Институт политических исследований в Париже, затем получил юридическое образование в Университете Париж-II. Работал преподавателем в Институте политических наук в Париже (1975—1976 годы) и лектором в Технологическом университете в Компьене (1976—1978 годы), занимал должности заместителя директора и директора по финансам Агентства по атомной энергии (1978—1989 годы). Был членом правления банка ARJIL с 1989 по 1994 годы, затем адвокатом в суде Парижа. С 1987 года является мэром города Компьень.
В 1992 году Филипп Марини впервые был избран в Сенат Франции, затем ещё дважды — в 2001 и 2011 годах — переизбирался сенатором. На выборах в сентябре 2011 года возглавлял блок партии Союз за народное движение, получивший 54,86 % голосов, что позволило получить место в Сенате самому Марини и второму номеру в списке — мэру Бове Каролин Кайё.
В 2008 году Марини претендовал на лидерство во фракции Союза за народное движение в Сенате, но потерпел неудачу. После выборов 2011 года возглавил сенатский комитет по финансам до октября 2014 года, когда по итогам очередных выборов правые потеряли большинство в Сенате. В январе 2015 года покинул Сенат.

## Занимаемые выборные должности
с 19.03.1987 — мэр города Компьень 

27.09.1992 — 08.01.2015 — сенатор от департамента Уаза